# كلايد
كلايد (بالإنجليزية: Clyde, Texas)‏ هي مدينة تقع بولاية تكساس في شمال شرق الولايات المتحدة. تبلغ مساحة هذه المدينة 6.2 (كم²)، وترتفع عن سطح البحر 607 م، بلغ عدد سكانها 3769 نسمة في عام 2009 حسب إحصاء مكتب تعداد الولايات المتحدة وتصل الكثافة السكانية فيها 607.9 نسمة/كم2.

## التركيبة السكانية
حدّد مكتب تعداد الولايات المتحدة بيانات التركيبة السكانية لكلايد في تعداد الولايات المتحدة. في ما يلي، التركيبة السكانية حسب تعدادي 2000 و2010.

### تعداد عام 2000
بلغ عدد سكان كلايد 3,345 نسمة بحسب تعداد عام 2000، وبلغ عدد الأسر 1,292 أسرة وعدد العائلات 990 عائلة مقيمة في المدينة. في حين سجلت الكثافة السكانية 393.5 نسمة لكل كيلومتر مربع (1,019.2/ميل2). وبلغ عدد الوحدات السكنية 1,410 وحدة بمتوسط كثافة قدره 165.9 لكل كيلومتر مربع (429.7/ميل2).
وتوزع التركيب العرقي للمدينة بنسبة 96.29% من البيض و0.36% من الأمريكيين الأفارقة و0.39% من الأمريكيين الأصليين و0.18% من الأمريكيين ذوي الأصول الآسيوية و0.12% من سكان جزر المحيط الهادئ و1.58% من الأعراق الأخرى و1.08% من عرقين مختلطين أو أكثر و4.04% من الهسبانيون أو اللاتينيون من أي عرق.
بلغ عدد الأسر 1,292 أسرة كانت نسبة 39.6% منها لديها أطفال تحت سن الثامنة عشر تعيش معهم، وبلغت نسبة الأزواج القاطنين مع بعضهم البعض 60.2% من أصل المجموع الكلي للأسر، ونسبة 13.9% من الأسر كان لديها معيلات من الإناث دون وجود شريك،  بينما كانت نسبة 2.5% من الأسر لديها معيلون من الذكور دون وجود شريكة وكانت نسبة 23.4% من غير العائلات. تألفت نسبة 22% من أصل جميع الأسر من عدة أفراد يعيشون في نفس المنزل ونسبة 12.5% كانت تتألف من شخص يعيش بمفرده يبلغ من العمر 65 عاماً أو أكثر. وبلغ متوسط حجم الأسرة المعيشية 2.56، أما متوسط حجم العائلات فبلغ 2.96.
بلغ العمر الوسطي للسكان 37.4 عاماً. وكانت نسبة 28.7% من القاطنين تحت سن الثامنة عشر، وكانت نسبة 6.8% بين الثامنة عشر والرابعة والعشرين عاماً، ونسبة 25% كانت واقعةً في الفئة العمرية ما بين الخامسة والعشرين والرابعة والأربعين عاماً، ونسبة 21.8% كانت ما بين الخامسة والأربعين والرابعة والستين، ونسبة 16.5% كانت ضمن فئة الخامسة والستين عاماً فما فوق. يوجد لكل 100 أنثى 87.4 ذكر، ويوجد لكل 100 أنثى في الثامنة عشر من عمرها فما فوق 83.5 ذكر.
بلغ متوسط دخل الأسرة في المدينة 33,085 دولارًا، أما متوسط دخل العائلة فبلغ 37,257 دولارًا. وكان متوسط دخل الذكور 27,426 دولارًا مقابل 22,188 دولارًا للإناث. وسجل دخل الفرد الخاص بالمدينة 15,699 دولارًا. وكانت نسبة 5.3% من العائلات ونسبة 8% من السكان تحت خط الفقر، وكان من هؤلاء نسبة 8.7% تحت سن الثامنة عشر ونسبة 6.3% في الخامسة والستين من العمر وما فوق.

### تعداد عام 2010
بلغ عدد سكان كلايد 3,713 نسمة بحسب تعداد عام 2010، وبلغ عدد الأسر 1,436 أسرة وعدد العائلات 1,045 عائلة مقيمة في المدينة. في حين سجلت الكثافة السكانية 436.8 نسمة لكل كيلومتر مربع (1,131.3/ميل2). وبلغ عدد الوحدات السكنية 1,631 وحدة بمتوسط كثافة قدره 191.9 لكل كيلومتر مربع (497.0/ميل2).
وتوزع التركيب العرقي للمدينة بنسبة 95.58% من البيض و0.43% من الأمريكيين الأفارقة و0.57% من الأمريكيين الأصليين و0.40% من الأمريكيين ذوي الأصول الآسيوية و0.03% من سكان جزر المحيط الهادئ و1.02% من الأعراق الأخرى و1.97% من عرقين مختلطين أو أكثر و6.76% من الهسبانيون أو اللاتينيون من أي عرق.
بلغ عدد الأسر 1,436 أسرة كانت نسبة 36.9% منها لديها أطفال تحت سن الثامنة عشر تعيش معهم، وبلغت نسبة الأزواج القاطنين مع بعضهم البعض 55.2% من أصل المجموع الكلي للأسر، ونسبة 12.6% من الأسر كان لديها معيلات من الإناث دون وجود شريك،  بينما كانت نسبة 4.9% من الأسر لديها معيلون من الذكور دون وجود شريكة وكانت نسبة 27.2% من غير العائلات. تألفت نسبة 24% من أصل جميع الأسر من عدة أفراد يعيشون في نفس المنزل ونسبة 12.5% كانت تتألف من شخص يعيش بمفرده يبلغ من العمر 65 عاماً أو أكثر. وبلغ متوسط حجم الأسرة المعيشية 2.56، أما متوسط حجم العائلات فبلغ 3.00.
بلغ العمر الوسطي للسكان 38.0 عاماً. وكانت نسبة 26.9% من القاطنين تحت سن الثامنة عشر، وكانت نسبة 7.6% بين الثامنة عشر والرابعة والعشرين عاماً، ونسبة 23.6% كانت واقعةً في الفئة العمرية ما بين الخامسة والعشرين والرابعة والأربعين عاماً، ونسبة 25.2% كانت ما بين الخامسة والأربعين والرابعة والستين، ونسبة 16.7% كانت ضمن فئة الخامسة والستين عاماً فما فوق. وتوزع التركيب الجنسي للسكان بنسبة 47.3% ذكور و52.7% إناث.

## أعلام
- بيلي سول إستس
- كليف باتون
- كوينسي أرمسترونغ

## وصلات خارجية
- The US50 - Cities and Towns in Texas State